# Волгоградский регион Приволжской железной дороги
Волгоградский регион Приволжской железной дороги — один из трёх регионов Приволжской железной дороги. Пути и инфраструктура находятся на территории Волгоградской и частично на территории Ростовской области.
Всего на территории области (не региона!) находятся 75 станций.

## Территория
Волгоградский регион граничит:

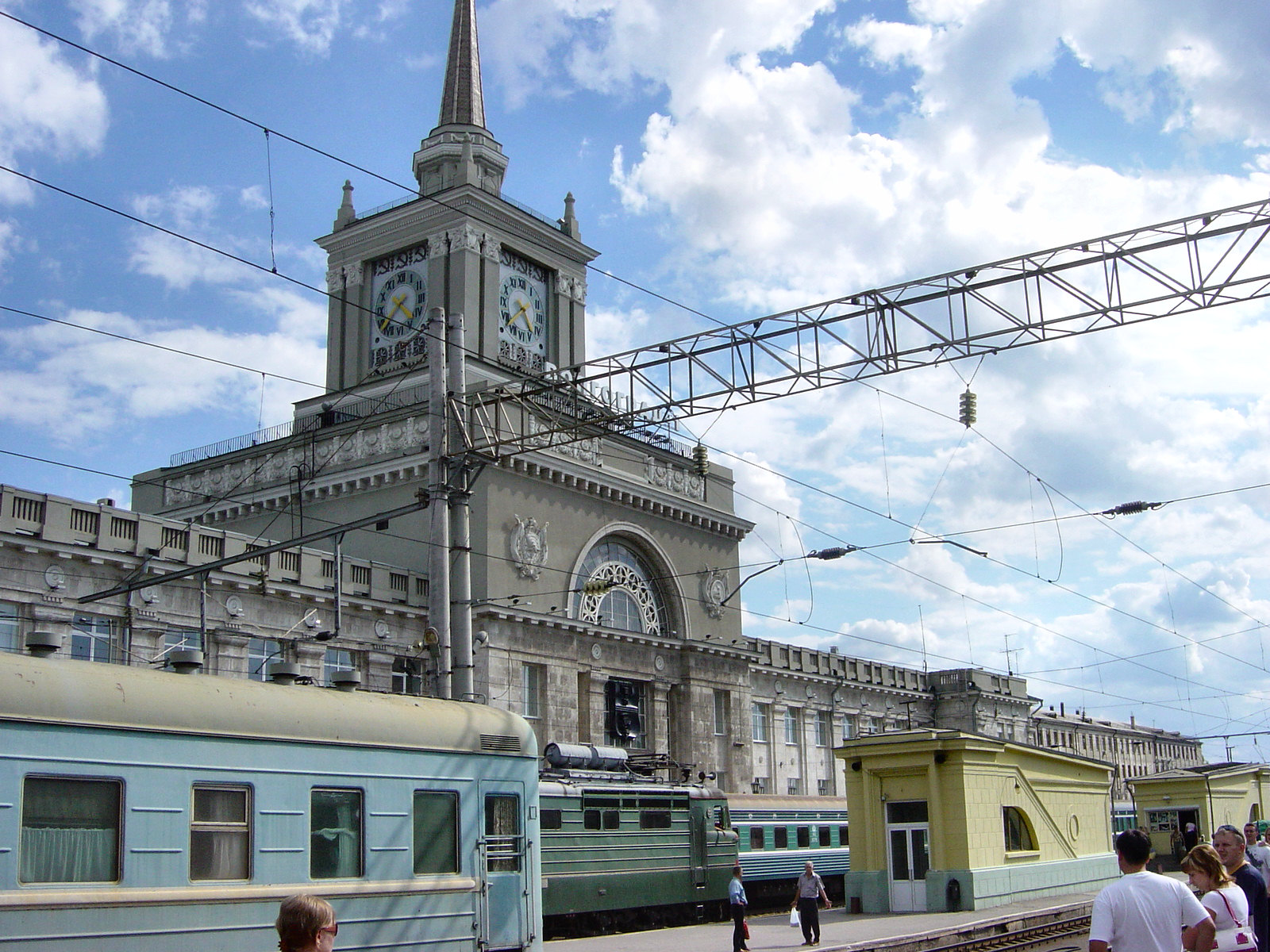
Вокзал на станции Волгоград I, вид с перрона

- с Саратовским регионом своей же ПривЖД:
  - по ст. Овражная (включая её) — на линии Иловля — Петров Вал — Овражная — Саратов,
- с Астраханский регионом своей же ПривЖД:
  - по ст. Ленинск (включая её) — на линии Волжский — Верхний Баскунчак — Астрахань — Кизляр[источник не указан 2708 дней],
- с Юго-Восточной ЖД:
  - по ст. Дуплятка (исключая её) — на линии Колоцкий — Поворино с Лискинским регионом ЮВЖД,
  - по ст. Ильмень (включая её) — на линии Балашов I — Петров Вал с Мичуринским регионом ЮВЖД;
- с Северо-Кавказской ЖД:
  - по ст. Морозовская (исключая её) — на линии Волгоград — Лихая с Ростовским регионом СКЖД,
  - по ст. Котельниково (включая её) — на линии Волгоград — Новороссийск с Ростовским регионом СКЖД;

Территория Волгоградского региона включает следующие линии:
- Волгоград I — Иловля
- Иловля I — Поворино (с веткой Урюпино — Алексиково)(до Дуплятки)
- Иловля II — Петров Вал
- Балашов I — Петров Вал (частично)
- Камышин — Петров Вал
- Петров Вал — Саратов III (частично)
- Гумрак — Иловля
- Волгоград — Котельниково
- Волгоград II — Морозовская
- Волгоградский узел[2]

## Инфраструктура

### Локомотивные и моторвагонные депо
| Номер    | Название   | Статус   | Станция         | Нас. пункт |
| -------- | ---------- | -------- | --------------- | ---------- |
| ТЧЭ-3    | Волгоград  | Работает | Волгоград-1     | Волгоград  |
| ТЧЭ-4    | М. Горький | Работает | им. М. Горького | Волгоград  |
| ТЧР-5    | Сарепта    | Работает | Сарепта         | Волгоград  |
| ТЧР-6    | Петров Вал | Работает | Петров Вал      | Петров Вал |
| ТЧЭ-7    | Петров Вал | Работает | Петров Вал      | Петров Вал |
| ТЧР-15   | Волгоград  | Работает | им. М. Горького | Волгоград  |
| ТЧприг-8 | Волгоград  | Работает | Волгоград-1     | Волгоград  |

### Дистанции пути
- Арчединская дистанция пути (ПЧ-5)
- Волгоградская дистанция пути (ПЧ-7)
- Чирская дистанция пути (ПЧ-9)
- Петроввалская дистанция пути (ПЧ-16)
- Сарептская дистанция пути (ПЧ-17)
- Волгодонская дистанция пути (ПЧ-19)
- Качалинская дистанция пути (ПЧ-21)расформировано в 2017году с 1 июня

### Дистанции сигнализации, централизации, блокировки и связи
- Петроввальская дистанция СЦБ (ШЧ-8)
- Арчединская дистанция СЦБ (ШЧУ-8)
- Волгоградская дистанция СЦБ (ШЧ-10)
- дистанция СЦБ им. М. Горького (ШЧ-14)

### Дистанции электрификации и энергоснабжения
- Волгоградская дистанция электрификации и электроснабжения (ЭЧ-2)
- Петроввальская дистанция электрификации и электроснабжения (ЭЧ-6)

### Вагонные и вагоноремонтные депо
- Вагонное эксплуатационное депо М. Горького (ВЧДЭ-12) (в том числе подразделения на станциях: Имени Максима Горького, Волжский, Себряково, Петров Вал)
- Вагонное ремонтное депо Сарепта — обособленное структурное подразделение Воронежского филиала ОАО «Вагонная ремонтная компания-2»
- Вагонное ремонтное депо Арчеда ООО «Новая Вагоноремонтная Компания»
- Волгоградский участок ОАО «Федеральная пассажирская компания» (ЛВЧ-15)

### Дистанции гражданских сооружений
- Волгоградская дистанция гражданских сооружений (в том числе подразделения на станциях: Волгоград II, Имени Максима Горького, Суровикино, Котельниково, Арчеда, Себряково, Петров Вал)

### Дистанция погрузочно-разгрузочных работ
- Волгоградская механизированная дистанция погрузочно-разгрузочных работ и коммерческих операций

### Грузоперевозки
На территории Волгоградского региона Приволжской железной дороги расположены линейные агентства Приволжского территориально центра фирменного транспортного обслуживания ОАО РЖД, а именно:
- Волгоградское линейное агентство фирменного транспортного обслуживания (ст. Волгоград II)
  - Включая отделения на станциях Разгуляевка, Тракторная-Товарная, Мечётка.
- Волгодонское линейное агентство фирменного транспортного обслуживания (ст. Им. М. Горького).
  - Включая отделения на станциях Гумрак, Котлубань, Качалино, Иловля I, Иловля II.
- Волжское линейное агентство фирменного транспортного обслуживания (ст. Волжский).
  - Включая отделение на станции Ленинск.
- Петроввальское линейное агентство фирменного транспортного обслуживания (ст. Петров Вал).
  - Включая отделения на станциях Умёт-Камышинский, Камышин, Ададурово, Медведица, Ильмень, Зензеватка, Бердия.
- Сарептинское линейное агентство фирменного транспортного обслуживания (ст. Сарепта).
  - Включая отделения на станциях Бекетовская, Канальная, Абганерово, Жутово, Гремячая, Котельниково.
- Себряковское линейное агентство фирменного транспортного обслуживания (ст. Себряково).
  - Включая отделения на станциях Арчеда, Алексиково, Лог, Панфилово, Филоново, Урюпино.
- Суровикинское линейное агентство фирменного транспортного обслуживания (ст. Суровикино).
  - Включая отделения на станциях Обливская, Чернышков, Чир.

## Органы управления
Органы управления расположены по адресу: 400066 город Волгоград, ул. Коммунистическая, 9А
Заместитель начальника Приволжской железной дороги по Волгоградскому территориальному управлению — Васильев Сергей Николаевич.